# How Brown Saw the Baseball Game
«How Brown Saw the Baseball Game» (англ. How Brown Saw the Baseball Game) — американский короткометражный комедийный фильм студии Lubin Manufacturing Company.

## Сюжет
Мистер Браун очень любит бейсбол. Перед тем, как отправиться на матч, он решил выпить несколько коктейлей, в результате чего оказался на стадионе будучи пьяным и ему кажется, что всё в игре "перевернулось". После игры он с другом вернулся домой, где они встречают жену Брауна, что приходит в ярость на друга, считая, что друг виновен в его состоянии...